# Converteam
Converteam was voorheen bekend als Alstom Power Conversion, een onderdeel van Alstom. Begin 2006 werd de nieuwe naam aangenomen nadat Barclays Private Equity France op 10 november 2005 de nieuwe aandeelhouder werd.
Ze leveren technologie om elektriciteit in aandrijving om te zetten, regelaars, elektromotoren en generatoren. De drie belangrijkste markten zijn: scheepvaart en offshore, olie en gas, en procesindustrie.